# Шкляев, Андрей Евгеньевич
Андре́й Евге́ньевич Шкля́ев (род. 19 апреля 1977, Саранск) — и. о. ректора РГТЭУ, кандидат экономических наук. С сентября 2008 по декабрь 2012 года занимал проректорские должности в РЭУ имени Г. В. Плеханова, с 25 декабря 2012 года — исполняющий обязанности ректора РГТЭУ.

## Биография
Родился 19 апреля 1977 года.
В 1999 году окончил Российскую экономическую академию имени Г. В. Плеханова по специальности «Экономика и управление на предприятии». Кандидат экономических наук (2010).
С 1998 по 2008 год работал в сфере предпринимательства на руководящих должностях. В сентябре 2008 года перешёл на работу в РЭУ имени Г. В. Плеханова, где с 2008 по 2012 год последовательно занимал должности проректора по строительству и инвестиционным проектам, проректора по развитию инфраструктуры, проректора по экономике и инновационной деятельности. На посту проректора по строительству и инвестиционным проектам руководил ремонтно-строительными работами по III и VI учебным корпусам РЭУ имени Г. В. Плеханова и университетскому общежитию, а также реставрацией I учебного корпуса, проект которой в 2012 году стал лауреатом конкурса «Московская реставрация». Впоследствии, в должности проректора по экономике и инновационной деятельности, руководил разработкой «Концепции поэтапной трансформации РЭУ в университет предпринимательского типа» и «Концепции стратегии развития молодёжного предпринимательства в РФ», а также системы сквозного планирования и мониторинга деятельности НПР кафедр и факультетов РЭУ.
Доцент Кафедры менеджмента инвестиций и инноваций РЭУ имени Г. В. Плеханова.
С сентября 2012 года — участник рабочей группы по законодательному обеспечению управления в сфере образования и экономики образования при Комитете по образованию Государственной Думы РФ, являлся одним из экспертов по разделам «Управление» и «Экономическая деятельность» в новом законе «Об образовании в Российской Федерации» (от 29.12.2012 № 273-ФЗ). А. Е. Шкляев входит в состав президентского резерва управленческих кадров, находящихся под патронажем президента РФ.
Награждён медалью «За заслуги. В ознаменование 1000-летия единения мордовского народа с народами Российской Федерации», почётным знаком «За заслуги перед Российским экономическим университетом имени Г. В. Плеханова», а также почётным знаком «90 лет торговому представительству России в Германии» за вклад в развитие Российско-Германских внешнеэкономических отношений.
Женат, воспитывает дочь.

## Публикации
1. Статья «Анализ инструментов управления инвестиционными проектами строительного предприятия»
2. Статья «Оценка технико-экономических условий реализации инвестиционных проектов строительного предприятия»
3. Статья «Механизм управления проектами в системе строительного холдинга»
4. Монография «Управление проектами в строительном холдинге»

## Слияние РГТЭУ с РЭУ им. Г. В. Плеханова
25 декабря 2012 года приказом министра образования и науки РФ Андрей Евгеньевич Шкляев был назначен исполняющим обязанности ректора Российского государственного торгово-экономического университета (РГТЭУ), ранее в том же году признанного неэффективным по итогам министерской проверки и подлежавшего реорганизации. Часть сотрудников и студентов РГТЭУ во главе с ректором С. Н. Бабуриным выразила несогласие с итогами данной проверки и 21 декабря начала в связи с этим протестную акцию, отказываясь подчиняться распоряжениям Минобрнауки. В результате, приказом министра образования и науки РФ Бабурин был снят с должности ректора; исполняющим обязанности был назначен Андрей Шкляев. Несогласные с кадровыми перестановками протестующие воспрепятствовали проходу Шкляева на рабочее место. Тем не менее, 27 декабря Головинский суд Москвы констатировал нарушение трудовых прав и. о. ректора РГТЭУ и обязал допустить его к рабочему месту.